# Ibraim Lodi
Ibraim Lodi (em pastó: ابراهیم لودي; em persa: ابراهیم خان لودی; em hindi:  इब्राहिम लोदी; Deli, 1480[carece de fontes?] – Panipate, 21 de abril de 1526) foi o sultão do Sultanato de Deli entre 1517 e 1526. Ascendeu ao trono após a morte do pai Sicandar, sendo o último governante da dinastia Lodi, até ter sido derrotado e morto em combate pelo exército de Babur na primeira batalha de Panipate em 1526, evento que marca o início do Império Mogol na Índia.